# Sindh
Sindh (Sindhi: सिन्ध; urdu: سندھ) – prowincja Pakistanu o powierzchni 140 914 km², położona w dolnym biegu Indusu. Zamieszkana przez 33 038 773 ludzi, w zdecydowanej większości muzułmanów posługujących się zbliżonym do urdu językiem sindhi. Od zachodu i północy graniczy kolejno z Beludżystanem i Pendżabem; od strony wschodniej terytorium styka się poprzez pustynię Thar z Indiami.
W większości jest to spalona słońcem pustynna równina, której uprawy (głównie bawełna i ryż) uzależnione są od regularnego nawadniania. Ilość docierającej tu wody zależy od tego, ile zostanie jej zużyte w leżącym wyżej Pendżabie i ile zostanie zatrzymane w sztucznych zbiornikach, takich jak położone na obrzeżach Himalajów Mangla i Tarbela. Problemem jest także zmniejszanie się powierzchni pól uprawnych, spowodowane rosnącym zasoleniem gleby.
Sindh, należący niegdyś do Afganistanu, w XIX wieku zajęli Brytyjczycy. Na mocy podziału Indii w 1947 roku stał się częścią Pakistanu. Region opuściła wtedy mniejszość hinduska. Główne miasta to: Karaczi (stolica prowincji i największy port kraju) oraz Hajdarabad.